# Szaknyér
Szaknyér là một thị trấn thuộc hạt Vas, Hungary. Thị trấn này có diện tích 2,93 km², dân số năm 2010 là 58 người, mật độ 20 người/km².